# Târg

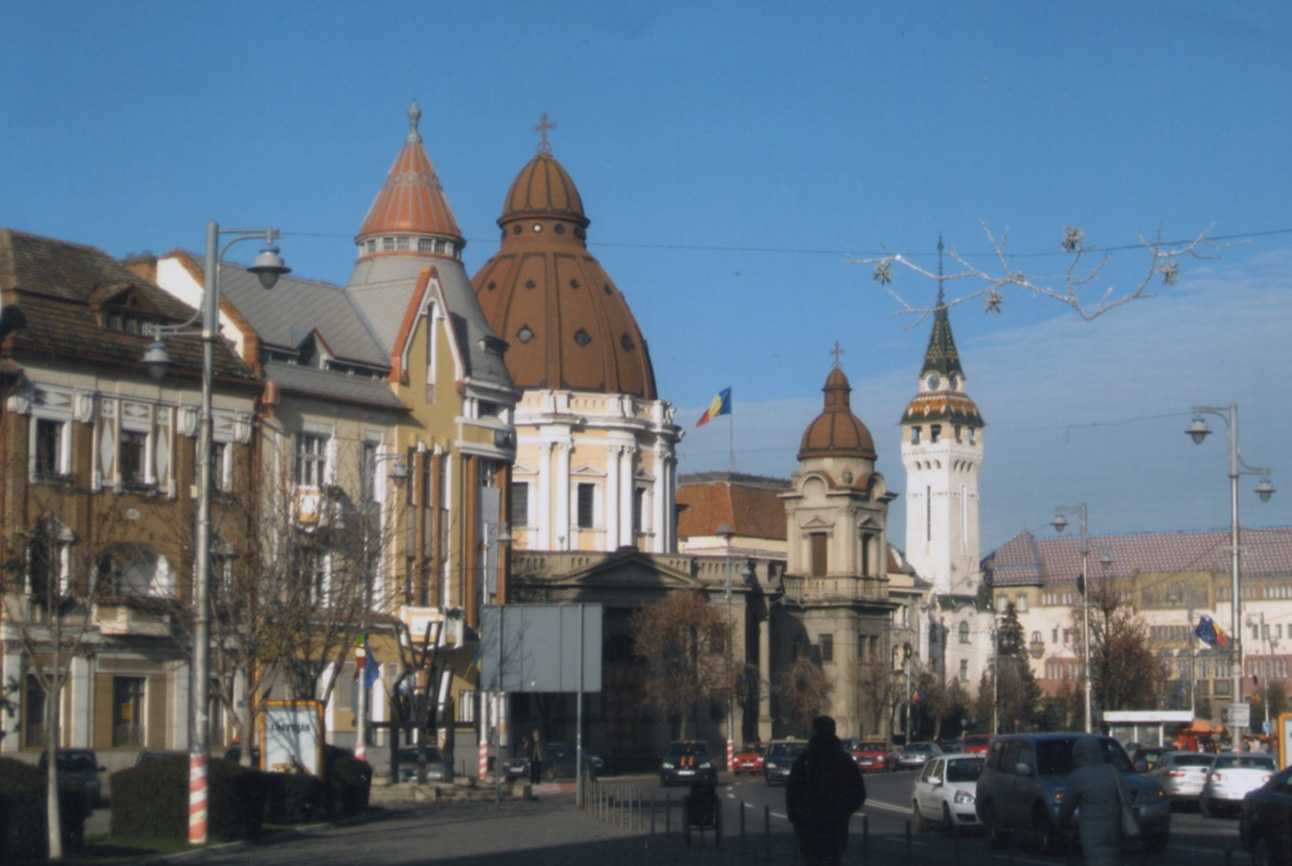
Târgu Mureș

Târgul este o așezare omenească mai mică decât un oraș și mai mare decât un sat. În evul mediu și epoca modernă târgurile erau localitățile care primeau drepturi deosebite de avea piețe la intervale regulate de timp pentru schimburi comerciale locale.
Cuvântul există în limbile scandinave sub forma „torg”, de unde posibilitatea transmiterii la slavi și la români în vremurile varegilor. Alte surse precizează că în limba română cuvântul „târg” provine din limba slavă veche, de la trŭgŭ. Cronica lui Nestor sau Cronica vremurilor trecute conține o listă a târgurilor din Moldova în care se remarcă Askâi Torg (Târgul Iașilor) și Romanov Torg (Târgul Roman).
Filologul Sorin Paliga a studiat etimologia cuvântului și a concluzionat că "este  improbabilă  originea  slavă  în  română,  în ciuda  răspândirii  largi  a  acestei ipoteze" și indică o origine pre‐indo‐europeană  
Conform lui Nicolae Iorga, procesul de formare a târgurilor în Țara Românească a decurs în felul următor: „adică, între mai multe sate, la locul întâlnirii lor, și-au ridicat negustorii de așezare vremelnică satele, corturile lor, prefăcute de la o bucată de vreme, odată cu putința unui câștig de toate zilele, în case cu largi palate de lemn în față, cu tarabe, care se puteau ridica spre streșină, întinse orizontal, ofereau meșterului putința de a se așeza acolo turcește și de a lucra, după străvechiul obicei oriental, de față cu clientul sau trecătorul”. Probabil, în același fel era și în Moldova. Inițial, târgurile au fost așezări sătești, care, datorită unor condiții geografice favorabile, s-au transformat în târguri, orașe.

## În România
În România există și în prezent numeroase localități al căror nume conține toponimul târg:
- Târgu Bujor
- Târgu Cărbunești
- Târgu Frumos
- Târgu Gângulești, Vâlcea
- Târgu Jiu, Gorj
- Târgu Jiu
- Târgu Lăpuș
- Târgu Mureș
- Târgu Neamț
- Târgu Ocna
- Târgu Secuiesc
- Târgu Trotuș, Bacău
- Domnești-Târg, Vrancea
- Filipeștii de Târg, Prahova
- Fierbinți-Târg

## În Moldova
Denumiri apărute pentru prima dat în Cronica lui Nestor (aproximativ secolul al XIV-lea)
- Askâi Torg, târgul Iașilor
- Romanov Torg, târgul Romanului (astăzi orașul Roman)

## În Suedia și Norvegia
În limbile scandinave cuvântul torg înseamnă piață, târg sau careu.
În Suedia:
- Sergels torg, piața centrală din Stockholm
- Lilla Torg , piață în Malmö
- Frölunda Torg, mall în Goteborg

În Norvegia:
- Trondheim Torg Shopping centre, în Trondheim
- Kolbotn Torg, în Kolbotn
- Grönland Torg, în Oslo

## În Polonia
- Nowy Targ, oraș in sudul Poloniei. Cuvântul Targ a apărut pentru prima dată într-un document polonez în anul 1065 (Wikipedia)
- Wilczy Targ, sat aproape de Varșovia.

## În Ucraina
- Torgovița sau Torgovitsa, în regiunea Ivano Frankovsk (Ivano-Frankivs'k)
- Torgovisce sauTorgovische în regiunea Volânia (Volyns'ka)
- Torgovița sauTorgovitsa în regiunea Cerkasî (Gherkas'ka)
- Torgovița sauTorgovitsa în regiunea Cernihov (Chernivhivs'ka)
- Torgovița sauTorgovitsa în regiunea Kirovgrad

## În Austria și Germania
În Austria și Germania, titlul de târg, sau localitate târg, îl au unele orașe sau comune din regiuni istorice care au drepturi deosebite, de avea piețe la intervale regulate de timp în schimburile comerciale locale, drepturi acordate din Evul Mediu de un rege, episcop sau prinț. Astfel de târguri sunt:
- Aschbach-Markt, în Austria Inferioară
- Aspang-Markt, în Austria Inferioară
- Markt Allhau, în Burgenland
- Markt Berolzheim, în Bavaria
- Markt Bibart, în Bavaria
- Markt Bohrau, în Silezia
- Markt Einersheim, în Bavaria
- Markt Erlbach, în Bavaria
- Markt Hartmannsdorf, în Stiria
- Markt Indersdorf, în Bavaria
- Markt Neuhodis, în Burgenland
- Markt Nordheim, în Bavaria
- Markt Piesting, în Austria Inferioară
- Markt Rettenbach, în Suabia
- Markt Schwaben, în Bavaria
- Markt St. Martin, în Burgenland
- Markt Stiepanau, în Boemia
- Markt Taschendorf, în Bavaria
- Markt Wald, în Bavaria
- Marktl, în Bavaria
- Weyer Markt, în Austria Superioară

## În alte țări
- Tărgoviște, în Bulgaria
- Trgovište; nume de piețe: Trg Slavija, Trg republike, Cvetni Trg în Serbia
- Trgóvčević, Trgovīšte, Trg bana Jelačića (piață) în Croația
- Markt Eisenstein, în Boemia
- Stari trg, Gornji trg, Tartinijev trg (piețe) în Slovenia
- Prešernov trg, Trg Izeta Hajrovića (piețe) în Slovacia
- Starogradski trg, Trg Starog grada în Cehia
- Hősök tere, Mártírok tere (piețe) în Ungaria
- Tregu Cameria, Tregu makinave în Albania